# Jakub Leopold Weiss
Jakub Leopold Weiss (ur. 1816, zm. 28 sierpnia 1891) – polski chazan, kantor wielu warszawskich synagog.
Jakub Leopold Weiss do Warszawy przybył z Wielkopolski. W 1839 roku założył przy ulicy Krochmalnej bet midrasz oraz Stowarzyszenie Talmudyczne Szas. W 1860 roku został zatrudniony przez Komitet Synagogi na Daniłowiczowskiej jako nadkantor Niemieckiej Synagogi. Po kilku latach objął tam również kierownictwo nad chórem, który po pewnym czasie ustawił się na bardzo wysokim poziomie. W 1872 roku Weiss został zwolniony ze stanowiska prawdopodobnie ze względu na zbyt wysokie wymagania finansowe. W tym samym roku założył prywatną synagogę w pałacu Lubomirskich. W 1881 roku opublikował w Wiedniu zbiór utworów Ocar szirej jeszurun (z hebr.  Skarbnica pieśni ludu Izraela).
Jakub Leopold Weiss jest pochowany na cmentarzu żydowskim przy ulicy Okopowej w Warszawie (kwatera 33, rząd 8).